# 가화 (삼국지연의)
가화(賈華)는 나관중의 소설 《삼국지연의》에 등장하는 가공인물이다.
208년, 적벽대전(赤壁大戰) 이후, 손권(孫權)이 합비(合肥)를 공격하였을 때 송겸(宋謙)과 함께 손권을 호위하였다.
그 후, 유비(劉備)가 손권의 누이 동생 손부인(孫夫人)과 혼례를 치룰때, 손권과 여범의 명으로 군사를 매복시켰다. 이때 오국태(吳國太)가 마음에 들지 않았을시 유비를 무작정 베기로 하였으나, 이 계책은 유비가 알아챈다. 이때 유비가 마음이 들었던 오국태가 노하자, 가화가 손권 대신에 오국태에게 꾸지람을 듣고 처형을 당할뻔 하였으나, 유비의 중재로 목숨만은 살아남는다.